# Saturn, Constanța
Saturn este o localitate componentă a municipiului Mangalia din județul Constanța, Dobrogea, România. Terminată în anul 1972, stațiunea, situată în arealul Comorova, are două plaje importante: plaja Adras, care se află în partea nordică a stațiunii, aproape de stațiunea Venus, și plaja Diana, în sud, aflată în apropierea orașului Mangalia. Iarna, pe lângă mai mulți paznici și personal de întreținere, stațiunea este pustie.

## Climă
Clima în arealul Comorovei este ceva mai caldă față de celelalte stațiuni de pe litoral, precum Mamaia, Eforie sau Costinești. Acest fapt se datorează faptului că stațiunile de la Comorova sunt amplasate într-o zonă mai sudică, dar și reducerii pădurii Comorova care răcorea zona.